# Cantón de Pointe-à-Pitre-3
El cantón de Pointe-à-Pitre-3 era una división administrativa francesa, que estaba situada en el departamento de Guadalupe y la región de Guadalupe.

## Composición
El cantón estaba formado por una fracción de la comuna que le daba su nombre:
- Pointe-à-Pitre (fracción)

## Supresión del cantón de Pointe-à-Pitre-3
En aplicación del Decreto nº 2014-235 de 24 de febrero de 2014, el cantón de Pointe-à-Pitre-3 fue suprimido el 22 de marzo de 2015 y su fracción de comuna pasó a formar parte del nuevo cantón de Pointe-à-Pitre.